# Jesús Emilio Jaramillo Monsalve
Jesús Emilio Jaramillo Monsalve, M.X.Y. (16. února 1916, Santo Domingo – 2. října 1989, Arauquita) byl kolumbijský římskokatolický duchovní, biskup z Arauca, člen institutu Xaverských misionářů z Yarumalu zavražděný Národní osvobozeneckou armádou, proti které veřejně vystupoval. Katolická církev jej uctívá jako blahoslaveného mučedníka.

## Život

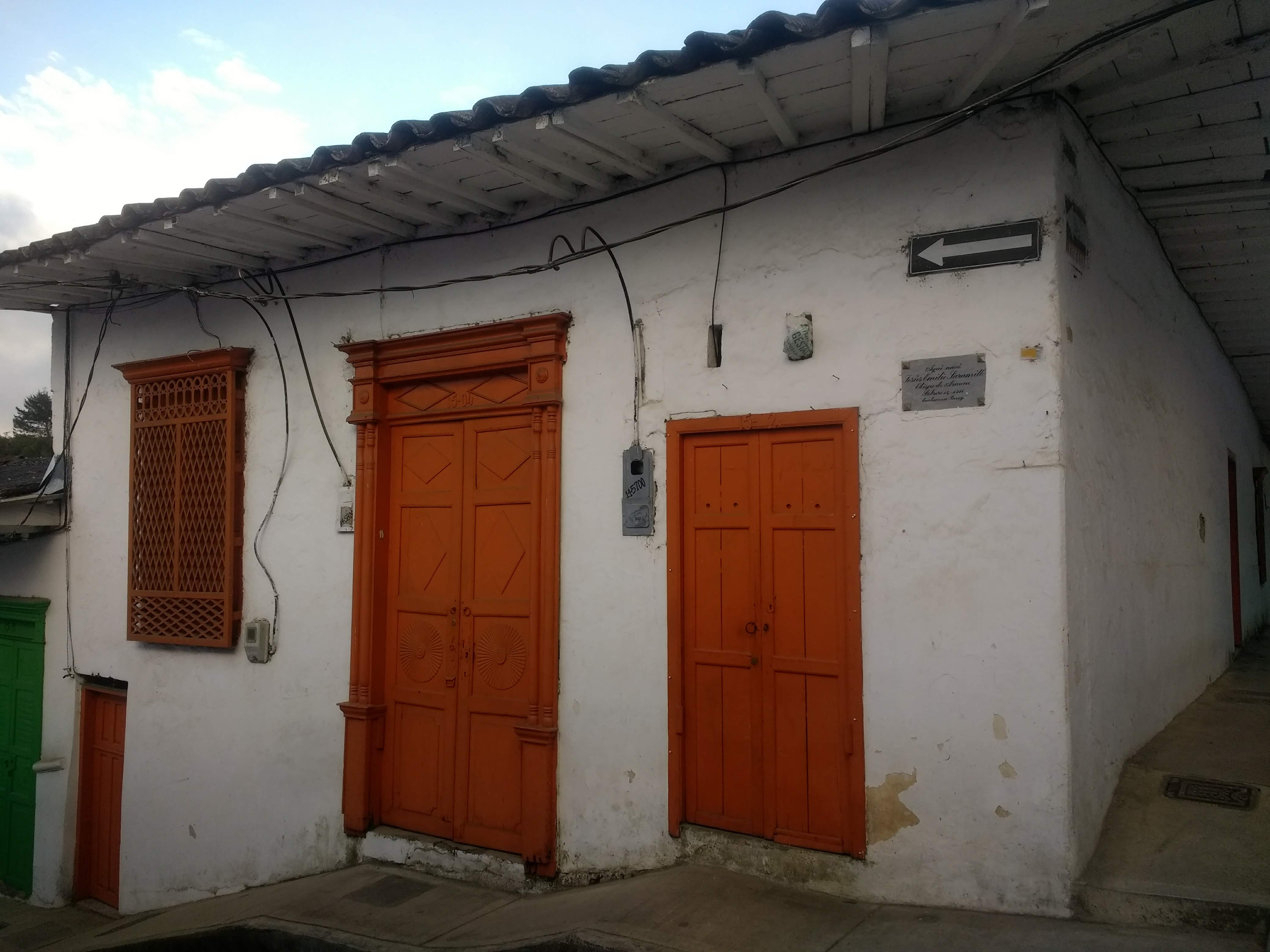
Rodný dům bl. Jesúse Emilia Jaramilla Monsalve

Narodil se dne 16. února 1916 kolumbijském městě Santo Domingo.
Roku 1929 zahájil svá teologická studia. Roku 1935 zahájil noviciát v institutu Xaverských misionářů z Yarumalu. V něm také složil dne 3. prosince 1936 první dočasné řeholní sliby. Dne 1. září 1940 byl v obci Yarumal vysvěcen na kněze. Roku 1944 získal v Bogotě doktorát z teologie. V té době vykonával pastoraci v ženské věznici. V únoru roku 1946 pak složil své doživotní řeholní sliby. Roku 1945 se stal novicmistrem ve svém řeholním institutu. Stal se také učitelem, kdy mimo další předměty vyučoval hebrejštinu a řečtinu. Mezi lety 1951–1959 působil jako rektor seminaristů a v letech 1959–1966 působil jako generální představený svého řeholního institutu. Roku 1962 doprovázel biskupa Miguela Ángela Builese na první zasedání II. vatikánského koncilu. Svého pobytu ve Vatikánu využil ke zlepšení postavení své řeholní instituce v církvi.
Dne 11. listopadu 1970 jej papež sv. Pavel VI. jmenoval apoštolským vikářem v Arauce a titulárním biskupem ze Strumnitza. Biskupské svěcení přijal v Medellíně od biskupa Angela Palmase dne 10. ledna 1971. Spolusvětitely byli biskupové Aníbal Muñoz Duque a Joaquín Garcia Ordonez. Do úřadu apoštolského vikáře byl slavnostně uveden dne 25. ledna 1971. Roku 1984 byl papežem sv. Janem Pavlem II. jmenován biskupem nově vzniklé diecéze Arauca. Do úřadu byl uveden dne 21. září 1984. Jako biskup hájil práva chudých a bojoval proti sociální nespravedlnosti.
Dne 2. října 1989 byl během pastorační návštěvy farnosti své diecéze v obci Fortul spolu s knězem Josem Munoz Pareja unesen Národní osvobozeneckou armádou. Poté co byl jeho společník únosci propuštěn byl on mučen a téhož dne večer usmrcen. Důvodem měla být jeho kritika vůči Národní osvobozenecké armádě.

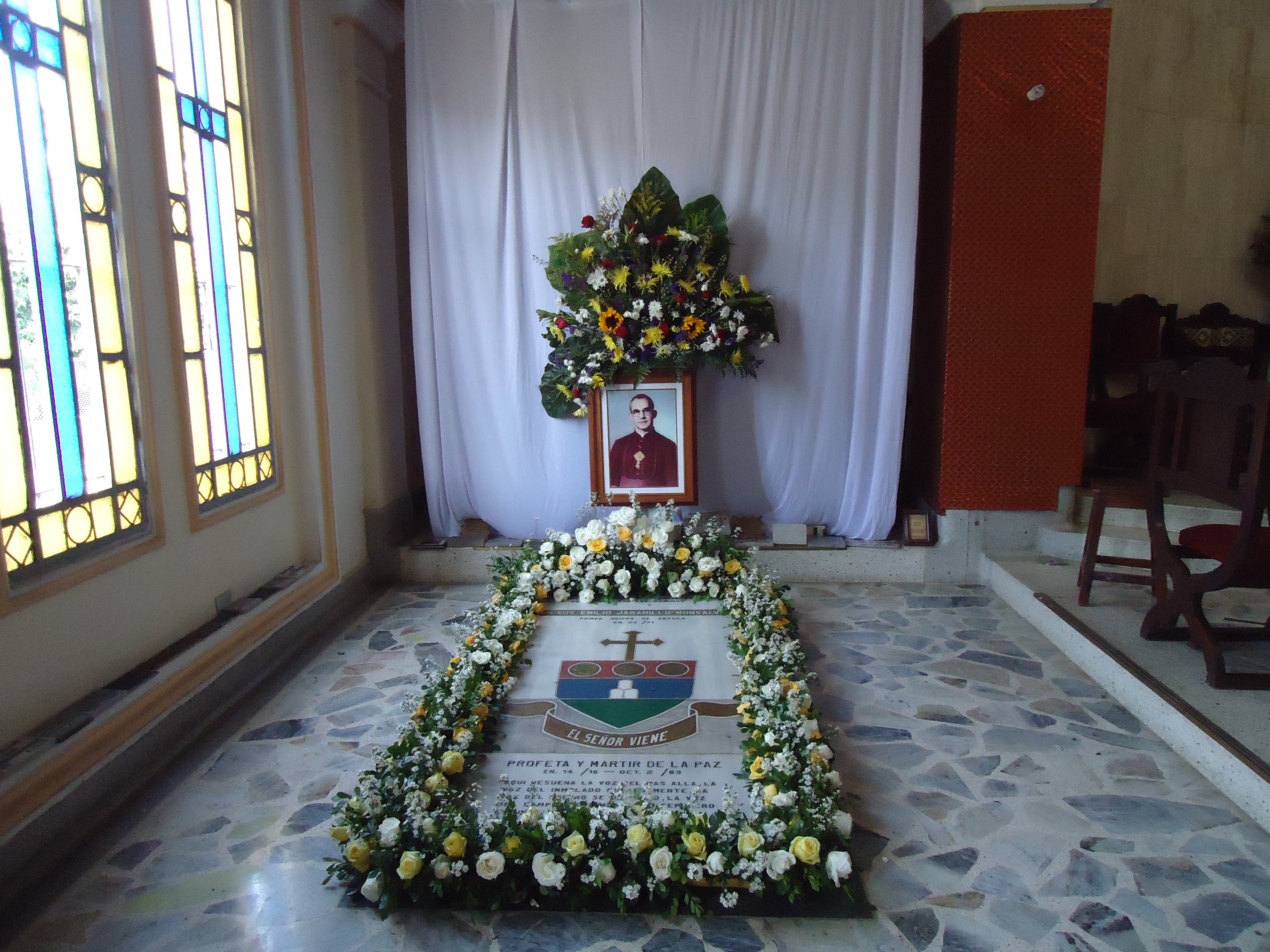
Hrobka bl. Jesúse Emilia Jaramilla Monsalve v katedrále Santa Bárbara v Arauca

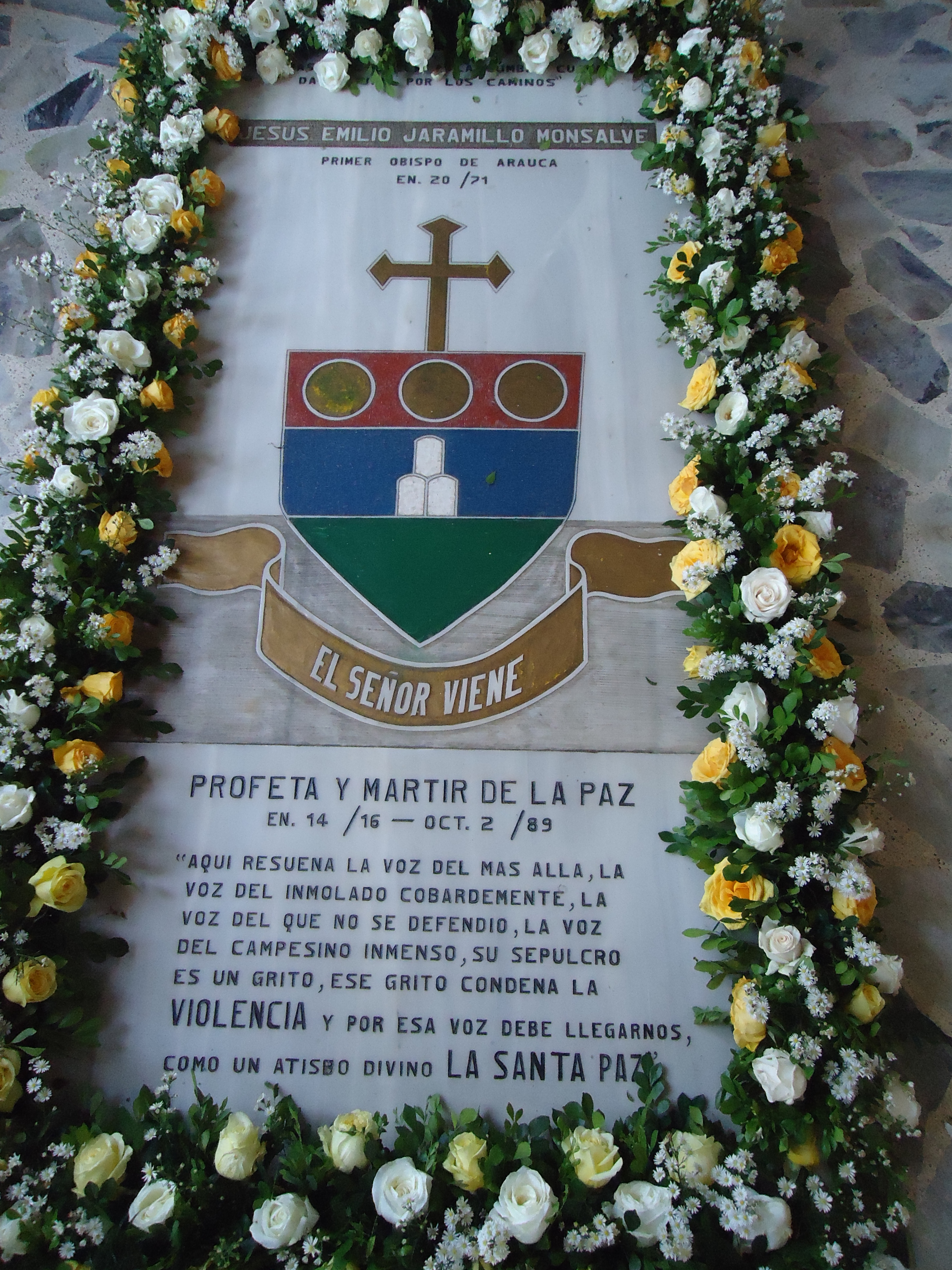
Detail jeho hrobky

Jeho tělo bylo nalezeno 3. října téhož roku ráno rolníky poblíž hranic s Venezuelou. Ruce měl svázané za zády a po ohledání se zjistilo, že byl dvakrát střelen do hlavy. 4. října byl papežem sv. Janem Pavlem II. zaslán do Kolumbie kondolenční dopis. 5. října se pak konal jeho pohřeb. Jeho ostatky jsou uchovávány v katedrále Santa Bárbara v Arauca.

## Úcta
Jeho beatifikační proces započal dne 7. července 2000, čímž obdržel titul služebník Boží. Dne 7. července 2017 podepsal papež František dekret o jeho mučednictví.
Blahořečen pak byl spolu s dalším kolumbijským mučedníkem Pedrem María Ramírez Ramosem dne 8. září 2017 ve městě Villavicencio. Obřadu předsedal během své apoštolské návštěvy Kolumbie papež František.
Jeho památka je připomínána 3. října. Bývá zobrazován v biskupském oděvu. Je patronem diecéze Arauca.